# Microneura caligata
Microneura caligata är en trollsländeart som först beskrevs av Selys 1886.  Microneura caligata ingår i släktet Microneura och familjen Protoneuridae. IUCN kategoriserar arten globalt som starkt hotad. Inga underarter finns listade i Catalogue of Life.